# Dance Floor Anthem
Dance Floor Anthem (I Don't Want to Be in Love) è il terzo singolo dei Good Charlotte estratto dal loro terzo album Good Morning Revival e pubblicato il 7 settembre 2007. Questo è il terzo "anthem" che la band pubblica; il primo è "East Coast Anthem" dall'album di debutto e il secondo è "The Anthem" dall'album The Young and the Hopeless.
Negli episodi della band di GCTV, dove caricano dal loro sito ufficiale video delle dietro le quinte della registrazione dell'album, photo shoot, eccetera, diverse canzoni furono eseguite, di cui nell'episodio del 15 marzo 2007 "Dance Floor Anthem" fu annunciato come nuovo singolo insieme al video musicale.
Il 23 ottobre 2007 il singolo fu pubblicato su Ringle.
Nella puntata del 5 giugno di TRL, Joel Madden dichiarò che la canzone racconta le esperienze della sua passata relazione con Hilary Duff.

## Tracce
- Versione Standard

1. Dance Floor Anthem (Radio Edit) - 3:48
2. Dance Floor Anthem (I Don't Want to Be in Love) - 4:04 (album version)
3. Keep Your Hands off My Girl - 3:25 (Brass Knuckles remix)
4. Dance Floor Anthem (I Don't Want to Be in Love) - 4:40 (video musicale)

- Versione uscita in Australia

1. Dance Floor Anthem (Radio Edit) - 3:48
2. Dance Floor Anthem (I Don't Want to Be in Love) - 4:04 (album version)
3. Keep Your Hands off My Girl - 3:25 (Brass Knuckles remix)

- Versione pubblicata su Ringle

1. Dance Floor Anthem (I Don't Want to Be in Love) - 4:04 (album version)
2. Keep Your Hands off My Girl - 3:25 (Brass Knuckles remix)
3. The River - 3:15 (acustica)
4. Dance Floor Anthem (Radio Edit) - 3:48

## Classifiche
| Classifica (2007)                        | Posizione migliore |
| ---------------------------------------- | ------------------ |
| Australian Singles Chart                 | 2                  |
| Billboard Canadian Hot 100               | 35                 |
| Costa Rican Top 40                       | 2                  |
| Finnish Singles Chart                    | 10                 |
| New Zealand Singles Chart                | 11                 |
| U.S. Billboard Adult Top 40              | 24                 |
| U.S. Billboard Hot 100                   | 25                 |
| U.S. Billboard Hot 100 Recurrent Airplay | 25                 |
| U.S. Billboard Hot Single Recurrents     | 5                  |
| U.S. Billboard Top 40 Mainstream         | 16                 |
| U.S. Billboard Pop 100                   | 15                 |